# Roland Vögeli
Roland Vögeli (* 18. Oktober 1959 in Spreitenbach) ist ein ehemaliger Schweizer Radrennfahrer und nationaler Meister im Radsport.

## Sportliche Laufbahn
Vögeli (auch Voegeli) war im Strassenradsport und im Bahnradsport aktiv. 1978 gewann er die nationale Meisterschaft im Steherrennen der Amateure. 1979 und 1980 konnte er den Titel verteidigen, 1981 wurde er Vizemeister hinter Max Hürzeler. 1979 siegte er im Zürcher Sechstagerennen bei den Amateuren mit Sigmund Hermann als Partner. Von 1981 bis 1986 war Vögeli Berufsfahrer. Er hatte auf der Strasse keine Erfolge. Die Tour de Suisse bestritt er viermal. 1983 wurde er 85. 1981, 1984 und 1985 beendete er das Etappenrennen nicht. 1980 und 1981 war er in der Deutschland-Rundfahrt ausgeschieden.